# Pozo del Tigre
Pozo del Tigre é um município da Argentina, localizada na província de Formosa.